# Cheilinus oxycephalus
 Cheilinus oxycephalus és una espècie de peix de la família dels làbrids i de l'ordre dels perciformes.

## Morfologia
Els mascles poden assolir els 17 cm de longitud total.

## Distribució geogràfica
Es troba des de l'Àfrica oriental fins a les Illes Marqueses, les Illes de la Societat, Taiwan i el sud de la Gran Barrera de Corall.